# 10월 30일
10월 30일은 그레고리력으로 303번째(윤년일 경우 304번째) 날에 해당한다.

## 사건
- 1945년 - 인도 유엔 가입
- 1948년 - 대한국민항공사(KNA) 소속 항공기가 서울~부산 간 국내선 운항을 시작하다.
- 1961년 - 소련에서 현재까지 인류가 만들어낸 무기 중 가장 강력한 무기인 차르 봄바의 실험을 실시하다.
- 1999년 - 인현동 호프집 화재 참사가 일어나다.
- 2004년 - 기초단체장 재·보궐 선거가 실시되다.
- 2005년
  - 인도네시아에서 기독교 계열의 학교를 다니던 여고생들이 하교 중에 이슬람교 과격분자의 소행으로 여겨지는 습격을 받아 3명이 참수되고, 다른 여고생들도 큰 부상을 입다.
  - 시오카제 방송국 개설
- 2017년 - 대한민국의 배우 김주혁이 차량 전복 교통사고로 사망하다.
- 2024년 - 중국 유인 우주선 선저우 19호 발사

## 문화
- 1981년 - 1948년 10월의 국내선 민항기 취항을 기념해 '항공의 날'이 대한민국에서 제정되었다.
- 1998년 - KBO 리그 KBO 한국시리즈 6차전에서 현대 유니콘스가 LG 트윈스를 5대 2로 꺾고 시리즈 전적 4승 2패로 1982년 창단 이후 16년만에 통산 1번째 우승을 달성하였다.
- 2007년 - 브라질이 2014년 FIFA 월드컵의 개최국으로 결정되었다.
- 2008년 - 메이저 리그 베이스볼 월드 시리즈 5차전에서 필라델피아 필리스가 탬파베이 레이스를 4대 3으로 꺾고 시리즈 전적 4승 1패로 1980년 이후 28년만에 통산 2번째 우승을 달성하였다.
- 2012년 - 대한민국 광주광역시 전 지역 및 전라남도 일부지역에서의 지상파 아날로그 텔레비전 방송이 종료되었다.
- 2017년 - KBO 리그 KBO 한국시리즈 5차전에서 KIA 타이거즈가 두산 베어스를 7대 6으로 꺾고 시리즈 전적 4승 1패로 2009년 이후 8년만에 통산 11번째 우승을 달성하였다.
- 2022년 - 일본 프로 야구 일본 시리즈 7차전에서 오릭스 버팔로스가 도쿄 야쿠르트 스왈로스를 5대 4로 꺾고 시리즈 전적 4승 1무 2패로 1996년 이후 26년만에 통산 5번째 우승을 달성하였다.

## 탄생
- 1304년 - 고려의 문신 염제신. (~1382년)
- 1668년 - 프로이센의 왕비 조피 샤를로테 폰 브라운슈바이크뤼네부르크 공녀. (~1705년)
- 1735년 - 미국의 제2대 대통령 존 애덤스. (~1826년)
- 1789년 - 덴마크의 공주 루이세 샤를로테. (~1864년)
- 1839년 - 영국의 화가 알프레드 시슬레. (~1899년)
- 1861년 - 프랑스의 조각가 앙투안 부르델. (~1929년)
- 1871년 - 프랑스의 시인 폴 발레리. (~1945년)
- 1873년 - 멕시코의 정치인 프란시스코 마데로. (~1913년)
- 1874년 - 대한민국의 유학자이자 친일파 이대영. (~1950년)
- 1882년
  - 독일의 군인 귄터 폰 클루게. (~1944년)
  - 일본의 정치인 사토 나오타케. (~1971년)
- 1885년 - 미국의 시인 에즈라 파운드. (~1972년)
- 1893년 - 독일의 법조인 롤란트 프라이슬러. (~1945년)
- 1908년 - 소비에트 연방의 정치가 드미트리 우스티노프. (~1984년)
- 1912년 - 대한민국의 정치인 고판남. (~1998년)
- 1917년 - 대한민국의 성직자, 정치인, 사회운동가 강원용. (~2006년)
- 1918년 - 대한민국의 언어학자 허웅. (~2004년)
- 1920년 - 일본의 육군 군인, 반전 운동가 후나사카 히로시. (~2006년)
- 1927년 - 네덜란드의 작가 하리 뮐리스. (~2010년)
- 1928년 - 미국의 미생물학자 대니얼 네이선스. (~1999년)
- 1929년 - 대한민국 김종필의 배우자 박영옥. (~2015년)
- 1932년
  - 프랑스의 영화 감독 루이 말. (~1995년)
  - 대한민국의 국정원장 서동권.
- 1934년 - 미국의 로커빌리 음악가 레이 스미스. (~1979년)
- 1936년 - 대한민국의 방송인 겸 정치인 민창기. (~2014년)
- 1937년 - 프랑스의 영화감독 클로드 를루슈.
- 1940년 - 대한민국의 정치인 유병호.
- 1941년
  - 대한민국의 가수 이미자.
  - 대한민국의 야구 선수 김성근.
- 1943년 - 대한민국의 성우 박민아.
- 1946년
  - 일본의 성우 호키 가쓰히사.
  - 미국의 수학자 윌리엄 서스턴. (~2012년)
- 1949년
  - 대한민국의 대주교 장인남.
  - 대한민국의 기업인 김진.
- 1952년 - 중국의 영화감독 정소동.
- 1954년 - 대한민국의 사진가 김중만. (~2022년)
- 1960년
  - 대한민국의 배우 맹상훈.
  - 아르헨티나의 축구 선수 디에고 마라도나. (~2020년)
- 1961년
  - 대한민국의 경찰공무원, 정치인 김종양.
  - 대한민국의 전 기업인 이수봉.
- 1968년 - 일본의 음악가, 뮤지션 기요하루.
- 1971년
  - 대한민국의 전 야구 선수, 현 야구 코치 전형도.
  - 대한민국의 전 야구 선수, 현 야구 코치 김한수.
  - 대한민국의 배우 안재욱.
- 1972년 - 일본의 포르노 배우 이지마 아이. (~2008년)
- 1973년 - 캐나다의 전 프로레슬링 선수 에지.
- 1976년
  - 대한민국의 배우 염혜란.
  - 대한민국의 전 야구 선수 이용주.
- 1977년 - 대한민국의 축구 선수 송주희.
- 1978년
  - 대한민국의 래퍼 박준석 (태사자).
  - 대한민국의 래퍼 주석.
  - 대한민국의 축구 선수 김철민.
- 1979년
  - 대한민국의 축구 선수 고종수.
  - 일본의 배우, 방송인 나카마 유키에.
- 1980년
  - 대한민국의 희극인 김미연.
  - 대한민국의 종합격투기 선수 최홍만.
  - 대한민국의 아나운서, 정치인 박보경.
  - 대한민국의 정치인, 제19대 국회의원, 진보당 상임대표 김재연.
- 1981년
  - 대한민국의 배우 전지현.
  - 일본의 성우 센다이 에리.
  - 미국의 전직 모델, 사업가 이방카 트럼프.
- 1982년
  - 프랑스의 배우 클레망스 포에지.
  - 대한민국의 배우 배진웅.
  - 일본의 전직 축구 선수 이가와 유스케.
- 1983년 - 대한민국의 가수 김명훈.
- 1984년 - 대한민국의 가수 네이든 리.
- 1985년 - 대한민국의 의원 오지혜.
- 1986년 - 대한민국의 가수 김연지 (씨야).
- 1987년
  - 대한민국의 정치인 김동아.
  - 우즈베키스탄의 유도 선수 미랄리 샤리포프.
  - 일본의 성우 우치야마 유미.
  - 프랑스의 배우, 모델 파비앙 코르비노.
- 1988년
  - 대한민국의 전 리그 오브 레전드 프로게이머 강퀴.
  - 대한민국의 시민활동가, 서울 서대문구의회 의원 김규진.
  - 잉글랜드의 축구 선수 라이언 쇼튼.
- 1989년 - 대한민국의 연극배우, 뮤지컬 배우 김유리.
- 1990년
  - 대한민국의 축구 선수 주세종.
  - 대한민국의 모델 주선영.
- 1991년 - 대한민국의 배우 홍승안.
- 1992년
  - 대한민국의 전 리그 오브 레전드 프로게이머 마파.
  - 대한민국의 축구 선수 조예찬.
  - 대한민국의 아나운서 김다영.
  - 대한민국의 배우 백수희.
- 1993년 - 대한민국의 배구 선수 장영은.
- 1994년
  - 대한민국의 가수 김하은.
  - 일본의 성우 하루노 안즈.
- 1995년
  - 대한민국의 전직 리그 오브 레전드 프로게이머 미믹.
  - 대한민국의 전 축구 선수 이슬기.
  - 일본의 배우 마츠다 루카.
  - 일본의 성우 와카이 유우키.
- 1996년
  - 대한민국의 배우 김지성.
  - 대한민국의 승마 선수, 범죄자 정유라.
  - 일본의 아이돌 후쿠무라 미즈키.
  - 일본의 가수, 배우 사토 쇼리.
- 1997년 - 일본의 배우 진구지 유타.
- 1998년
  - 일본의 아이돌 타무라 메이미.
  - 캐나다의 아이스하키 선수 케일 머카.
- 1999년
  - 대한민국의 가수 보니.
  - 대한민국의 리그 오브 레전드 프로게이머 커즈.
- 2000년
  - 대한민국의 래퍼 칸.
  - 일본의 가수 지젤.
- 2002년 - 일본의 가수 마츠다진.
- 2006년 - 미국의 배우 서나이아 시드니.
- 2008년 - 대한민국의 바둑 기사 이나경.

### 미상
- 멕시코의 작곡가 아구스틴 라라. (~1970년)

## 사망
- 1626년 - 네덜란드의 천문학자, 수학자 빌러브로어트 스넬리우스. (1580년~)
- 1910년 - 국제적십자의 창시자 앙리 뒤낭. (1828년~)
- 1912년 - 미국의 정치인 제임스 S. 셔먼. (1885년~)
- 1945년 - 일본의 외교관, 작가 호리구치 구마이치. (1865년~)
- 1946년 - 프랑스의 조각가 샤를 데스피오. (1874년~)
- 1972년 - 대한민국의 교육인 육인순. (1914년~)
- 1975년 - 독일의 물리학자 구스타프 헤르츠. (1887년~)
- 2009년 - 프랑스의 인류학자 클로드 레비스트로스. (1908년~)
- 2017년
  - 대한민국의 배우 김주혁. (1972년~)
  - 대한민국의 가수 도민호. (1971년~)
- 2018년
  - 중화인민공화국의 소설가 김용. (1924년~)
  - 미국의 범죄자 화이티 벌거. (1929년~)
- 2020년
  - 대한민국의 축구 선수 김남춘. (1989년~)
  - 튀르키예의 정치인 메수트 이을마즈. (1947년~)
- 2021년 - 인도의 영화배우 푸네스 라지쿠마르. (1975년~)
- 2022년
  - 대한민국의 정치인 김원웅. (1944년~)
  - 대한민국의 치어리더 김유나. (1998년~)
  - 대한민국의 배우 이지한. (1998년~)
  - 대한민국의 프로듀서 최종수. (1946년~)
  - 미국의 미식축구 선수 마이크 패닝. (1953년~)
- 2023년 - 대한민국의 방송인 김태민. (1978년~)
- 2024년
  - 대한민국의 정치인 문태갑. (1930년~)
  - 대한민국의 배구인 조혜정. (1953년~)

## 기념일
- 국제 정형외과 간호사의 날(International Orthopaedic Nurses Day)
- 항공의 날 : 대한민국

## 같이 보기
- 전날: 10월 29일 다음날: 10월 31일 - 전달: 9월 30일 다음달: 11월 30일
- 음력: 10월 30일
- 모두 보기